# 大野愛
大野 愛（おおの まどか、3月19日 - ）は、日本の女優、ダンサーである。所属事務所はバニラモデルマネージメント。

## 略歴
幼い頃からクラシックバレエを習い、多数の公演に出演。
その後、クラシックバレエ、ジャズダンスをメインにダンサーとして活動していたが、『ダンガンロンパ THE STAGE〜希望の学園と絶望の高校生〜2016』への出演をきっかけに芝居等に興味を持ち現在は女優をメインに活動中。

## 人物
アニメや舞台鑑賞、ディズニーが好き。

## 出演

### 舞台
2016年
- ダンガンロンパ THE STAGE〜希望の学園と絶望の高校生〜2016[1]（2016年6月16日 - 26日、Zeppブルーシアター六本木 / 7月1日- 2日 東海市芸術劇場 / 7月7日 - 10日、サンケイホールブリーゼ / 7月14日 - 16日、横浜市市民文化会館関内ホール 大ホール） - アンサンブル
- 裁判長!ここは懲役4年でどうすか2016[2]（2016年10月19日 - 23日、全労済ホール/スペース・ゼロ） - 大江千尋 役

2017年
- スーパーダンガンロンパ2 THE STAGE ～さよなら絶望学園～ 2017[3]（2017年3月16日 - 26日、Zeppブルーシアター六本木/3月30日 - 4月2日、森ノ宮ピロティホール） - アンサンブル
- 「天国の脚本家　冴嶋コーキ」～袖振り合うも多生の宴～[4]（2017年10月18日 - 22日、博品館劇場） - 天国の住人 役

2018年
- 音楽劇 ヨルハ Ver1.2[5]（2018年2月9日 - 13日、シアター1010） - アンサンブル
- LIVEDOGプロデュース「天満月のネコ」[6]（2018年4月21日 - 29日、新宿村LIVE） - お杏 役
- ダンガンロンパ3 THE STAGE〜The End of 希望ヶ峰学園〜[7]（2018年7月20日 - 23日、サンシャイン劇場 / 7月27日 - 29日、森ノ宮ピロティホール / 8月3日 - 13日、ヒューリックホール東京） - アンサンブル
- カラスカ「グレイテスト翔ちゃん[8]」（2018年9月26日 - 10月1日、十条・犀の穴） - 小泉すず 役
- 「君死ニタマフ事ナカレ 零_改[9]」（2018年11月29日 - 12月9日、CBGKシブゲキ!!） - 刈安 役[10]

2019年
- シザーブリッツ ｢忍び、恋うつつ｣[11]（2019年1月18日 - 27日、新宿村LIVE） - 井上ひなぎく 役
- 劇団ズッキュン娘「たいへんよく生きました![12]」（2019年4月25日 - 29日、東京芸術劇場シアターウエスト） - 中原朱里（ちゅうやん） 役
- From W work×Yプロジェクト「サゼン～TANGE SAZEN～」[13]（2019年5月22日 - 26日、渋谷伝承ホール） - 夕桐 役
- LIVEDOGプロデュース「013 ゼロイチサン」TeamGIRL[14]（2019年9月22日 - 28日、新宿村LIVE） - ポリマ 役

2020年
- style office×剣舞プロジェクト「信長の野望-炎舞-」[15]（2020年1月18日 - 22日、光が丘IMAホール） - 江 役
- TOブックス「淡海乃海-現世を生き抜くことが業なれば-[16]」（2020年3月25日 - 29日、新宿村LIVE） - キリ 役
- Alexandrite Stage「Three Kingdoms[17]」 - 魯粛 役
  - 「呉国編[18]」（2020年7月8日 - 12日、新宿村LIVE）
  - 「赤壁・合戦編」（2020年11月11日 - 15日、シアター1010）
- TOブックス「ティアムーン帝国物語 THE STAGE」（2020年9月9日 - 13日、新宿村LIVE） - ワグル 役[19]
- リトル堂「おかしな転生 -おいしい笑顔のつくり方-」[20]（2020年12月3日 - 6日、ラゾーナ川崎プラザソル） - ジョゼ（ジョゼフィーネ=ミル=モルテールン） 役

2021年
- Alexandrite Stage「CHIKACO[21]」Tatami team[22]（2021年3月13日 - 21日、シアターグリーン BIG TREE THEATER） - 相葉香織 役
- 劇団アルファー「want to meet!」[23]（2021年7月28日 - 8月1日、シアターグリーン BIG TREE THEATER） - ビキ 役
- Alexandrite Stage「The Great Gatsby In Tokyo[24]」Dahlia team[25]（2021年9月28日 - 10月3日、六本木トリコロールシアター） - ヒロイン デイジー・ブキャナン 役
- 言葉のアリア「テンペスト」（2021年10月27日 - 11月3日、コフレリオ新宿シアター） - ヒロイン ミランダ 役
- 盆栽サイダー「99-TSUKUMO-」（2021年12月23日 - 27日、武蔵野芸能劇場 小劇場） - 桐野莉里 役[26]

2022年
- END es PRODECE「E-utopia」（2022年3月2日 - 6日、シアターグリーン BIG TREE THEATER） - 山川実花 役[27]
- ACTMENT PARK「Written by…～恋のゴーストライター～[28]」Aキャスト（2022年6月2日 - 5日、新宿村LIVE）[29]
- アリスインプロジェクト「ダンスライン[30]」（2022年6月29日 - 7月3日、新宿村LIVE） - 片岡観音子 役
- Alexandrite Stage「G7[31]」（2022年8月17日 - 21日、日本橋・三越劇場） - エマ・シュナイダー 役[32]
- 劇団ぱすてるからっと「裏シンデレラ物語[33]」時チーム（2022年9月28日 - 10月2日、下北沢小劇場B1） - 主演 シンデレラ 役[34]
- リンクス「会議は踊る、されど進まず」（2022年11月10日 - 13日、池袋・シアターKASSAI） - 元木愛 役[35]

2023年
- アリスインプロジェクト「魔銃ドナー巫/かんなぎ[36]」黒組（2023年5月4日 - 7日、新宿村LIVE） - ハンナ 役

### 配信
- 劇団さかなふぃっしゅ「OVER EATS」[37]（2020年6月20日、Youtube） - ミツキ 役
- 「オンライン晴れのちのん家week」vol.2[38](2020年8月3日、Youtube)

### イベント
- VALSHE storyteller 歌劇演舞 ～the final chapter～[39]（2015年7月5日、Zepp Tokyo）
- VALSHE 絢爛 THE ぱれいど 〜inサンリオピューロランド〜[40]（2018年8月19日、サンリオピューロランド）
- VALSHE LIVE TOUR 2018 「YAKUMO」[41]（2018年10月6日、マイナビBLITZ赤坂）
- END es PRODUCE『リベルテ』（両国・本所松坂亭劇場）
  - 「リベルテ Vol.14 ～Fin de L'année～」ナンバーズエヴァジオン[42]（2020年12月27日 - 29日）
  - 「リベルテ Vol.17」通常リベルテ[43]（2021年8月22日）
  - 「リベルテ Vol.18」ディターミネ～1人の男と6人の女～、通常リベルテ[44] (2021年10月8日 - 9日）
  - 「リベルテ Vol.20」オフ会[45]（2022年5月13日）
  - 「リベルテ Vol.22」通常リベルテ[46]（2022年12月23日 - 31日）
  - 「リベルテ Vol.23」通常リベルテ[47]（2023年3月17日）

### ミュージックビデオ
- VALSHE 11thシングル「激情型カフネ/ラピスラズリ[48]」　2018年3月21日リリース　- 侍女[49]役
- VALSHE 5thミニアルバム「今生、絢爛につき。[50]」 2018年8月22日リリース